# Mane, tekel, fares

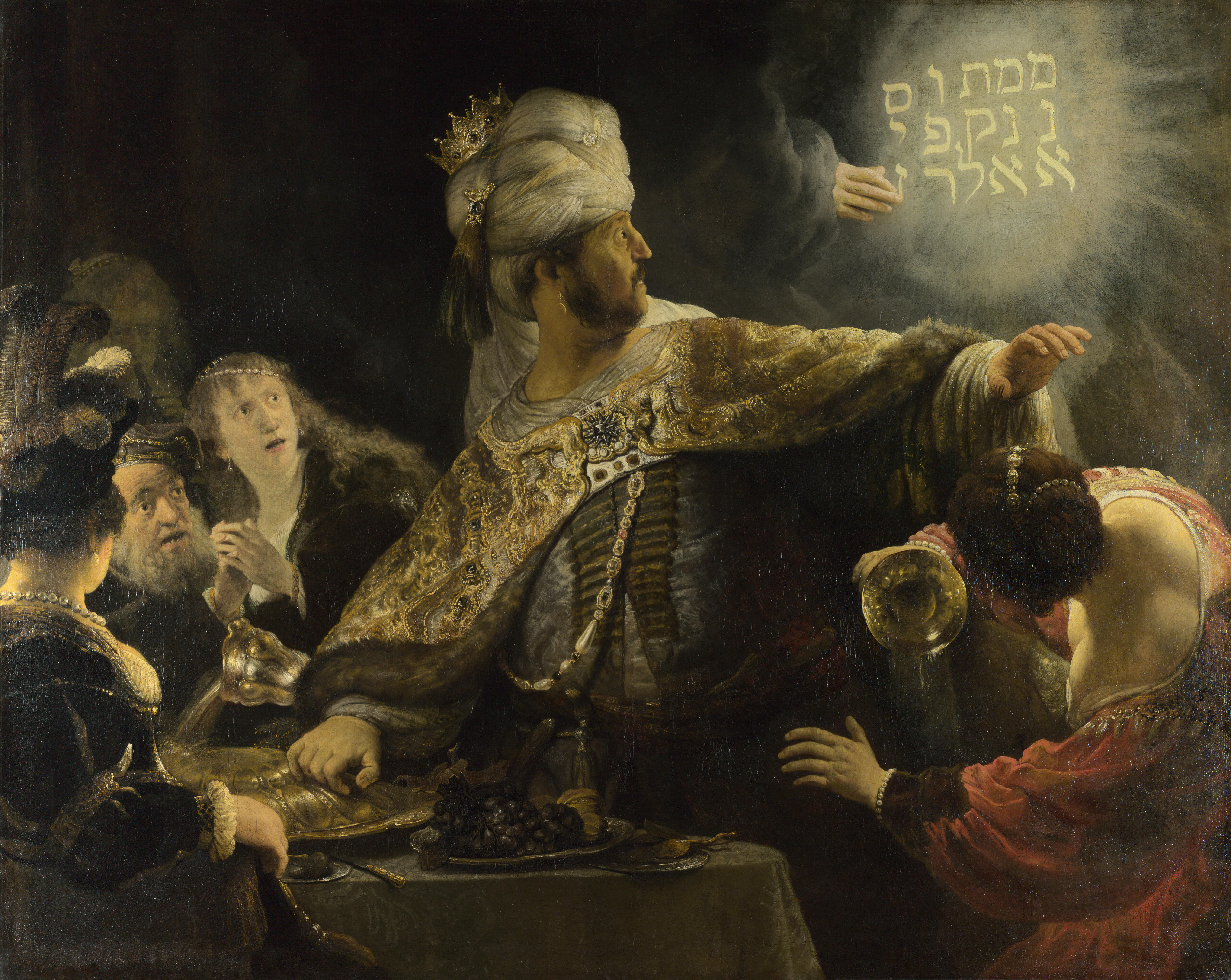
Rembrandt, Uczta Baltazara, 1635

Mane, tekel, fares (hebr. מנא, תקל, ופרסין) – według przekazu biblijnego przepowiednia, napisana tajemniczą ręką, która pojawić się miała na ścianie pałacu babilońskiego władcy Baltazara podczas wydanej przez niego uczty. Według Tekstu Masoreckiego tekst wypisany na ścianie składa się z czterech słów, które w zależności od przekładu brzmią: mene, mene, tekel, ufarsin, natomiast starożytne przekłady nie powtarzają słowa mene. Relacja z uczty Baltazara przytoczona jest w Księdze Daniela (5, 1–31), w niej także podana jest interpretacja tajemniczych słów. W polskiej tradycji językowej frazę tę oddaje się zazwyczaj jako „policzone, zważone, podzielone” lub „policzone, zważone, rozdzielone”; sens tych słów sprowadzał się do zapowiedzi szybkiego upadku państwa nowobabilońskiego (539 p.n.e.) i śmierci samego króla Baltazara.

## Interpretacja

### Znaczenie słów napisu
Najbardziej charakterystyczną cechą napisu jest gra słów. Dosłownie te cztery słowa znaczą: mina, mina, sykl, pół miny/dwie połowy miny.

### Problemy z odczytaniem napisu
Zostali wezwani mędrcy babilońscy, ale nie potrafili odczytać ani zinterpretować napisu. Możliwych jest kilka wyjaśnień:
1. Nie potrafili odczytać napisu, gdyż był w nieznanym języku lub zapisany nieznanym alfabetem (dosłowne wyjaśnienie wersetu 8).
2. Mieli problem z interpretacją napisu, wynikający z gry słów. Nie wiedzieli, które samogłoski należy podstawić.
3. Odczytali napis i odkryli znaczenie, ale bali się go podać Baltazarowi.
4. Bóg zaślepił ich umysły i zrozumienie napisu dał tylko Danielowi.

Ich zmieszanie musiało być widoczne, gdyż przeraziło władcę i jego dworzan.

### Wyjaśnienie Daniela
Matka Baltazara zaleciła wezwanie sędziwego proroka Daniela. Ten przypomniał dzieje panowania Nabuchodonozora. Zwrócił uwagę, że błędy nie nauczyły nic jego syna i dlatego został skazany przez Boga za swoją butę. Napis na ścianie jest obwieszczeniem wyroku.
Daniel odczytał napis i wyjaśnił jego znaczenie:
- Mene – Bóg obliczył twoje panowanie i ustalił jego kres
- Tekel – zważono cię na wadze i okazałeś się zbyt lekki
- Peres – twoje królestwo uległo podziałowi; oddano je Medom i Persom.

Wyjaśnienie Daniela oparte jest na grze słów, w której rdzenie słów stanowiących określenia jednostek wagowych zostały skojarzone z podobnymi do nich rdzeniami czasowników. Taka metoda interpretacyjna jest popularna w piśmiennictwie semickim. W swej formie wyjaśnienie Daniela przypomina pewne formy zapisu wyroku sądowego. Najpierw obwieszczona zostaje wola Boga wobec Baltazara, następnie jej uzasadnienie, a na końcu ogłoszona zostaje sankcja.
| Werset 26      |  |        |       | אֱלָהָא       | מְנָה         | מְנֵא   |
| Transliteracja |  |        |       | elaha      | menah       | Mene  |
| Tłumaczenie    |  |        |       | Bóg        | policzył    | MENE  |
| Werset 27      |  |        |       |            | תְּקִילְתָּ       | תְּקֵל   |
| Transliteracja |  |        |       |            | tekiltah    | tekel |
| Tłumaczenie    |  |        |       |            | zważono cię | TEKEL |
| Werset 28      |  | וּפָרָס   | לְמָדַי  | מַלְכוּתָךְ     | פְּרִיסַת       | פְּרֵס   |
| Transliteracja |  | Faras  | Medai | malchutach | perisath    | Peres |
| Tłumaczenie    |  | Persom | Medom | królestwo  | podzielone  | PERES |

### Inne interpretacje
- Inne wyjaśnienie to ciąg osób lub narodów istotnych dla dziejów Izraela[13]:
  - Według najbardziej popularnej interpretacji chodzi kolejno o Nabuchodonozora wartego minę, Baltazara, wartego tylko sykl, a dwie połowy miny oznaczają Medów i Persów.
  - Według E.G. Kraelinga napis odnosi się do następców Nabuchodonozora: Amelmarduka i Neriglissara wartych minę, Labaszimarduka wartego sykl, i Baltazara oraz Nabonida, których symbolizują dwie połowy miny.
  - Według H. Ginsberga mina oznacza Nabuchodonozora, sykl Abelmarduka, a pół miny Baltazara.
  - D.N. Freedman modyfikuje hipotezę Ginsberga, twierdząc, że sykl symbolizuje Nabonida.
  - Według A. Lacocque’a chodzi nie o osoby, a o państwa: dwie miny symbolizują Babilonię i państwo Medów, sykl Persję, a dwie połowy miny państwa Ptolemeuszów i Seleucydów.

- Najbardziej zwięzłą interpretację przedstawił Cyrus Gordon: „Będziesz zdziesiątkowany, poćwiartowany i podzielony, aż do zatracenia”[14].

- Charley Dailey wyjaśnia, że napis na ścianie oznacza odpowiednio: mene, odnoszące się do Baltazara to „twój czas minął”, tekel wyjaśnia, że Baltazar okazał się zbyt lekki według bożych mierników moralnych, a peres to armie pukające do wrót Babilonu[15].

## Napis na ścianie w różnych przekładach
W większości przekładów występują 4 słowa. Jedynie w greckim przekładzie Teodocjona i łacińskiej Wulgacie Hieronima występują 3 słowa. Opuszczają oni jedno mene. W przekładach tych słowo to występuje jako mane. Inskrypcja występuje jako: mane, thekel, phares.

### Źródłosłów polskiej formy napisu na ścianie
Ponieważ Wulgata była przez wiele lat wzorcowym przekładem, jej wersja napisu stała się najbardziej popularna. Stąd się wywodzi pierwsze słowo napisu, oddawane zazwyczaj jako mane, i ostatnie znane jako fares. Fares (a nie np. peres) wynika z brzmienia w aramejskim słowa Persowie (widać to w tablicy wyjaśniającej grę słów). Dlatego również w języku polskim ta forma jest dominująca (choć jak widać z poniższych przekładów, nie jest zbliżona do oryginału).
| Napis                       |  | Przekłady polskie                                              | Przekłady zagraniczne |
| --------------------------- |  | -------------------------------------------------------------- | --- |
| mene, mene, tekel, ufarsin  |  | Biblia poznańska, Biblia warszawsko-praska Biblia Tysiąclecia, | Lutherse Vertaling (holend), The Netherlands Bible Society (holend) La Nuova Diodati (wł)                                                                                           |
| mene, mene, tekel, upharsin |  | Biblia gdańska                                                 | American Standard Version (ang), Biblia genewska (ang), King James Version (ang), Biblia Darby’ego (ang) German Schlachter Version (niem), Biblia Lutra (niem) Reina-Valera (hiszp) |
| mene, mene, tekel, uparsin  |  | Biblia warszawska                                              | Leidse Vertaling (holend) |
| mene, mene, tekel, parsin   |  | Pismo Święte w Przekładzie Nowego Świata                       | English Standard Version (ang), New Living Translation (ang) French Bible in français courant (franc)                                                                               |
| mene, mene, tekel, peres    |  | Nowa Biblia gdańska                                            | Edycja Świętego Pawła (wł) |

## Nawiązania w kulturze

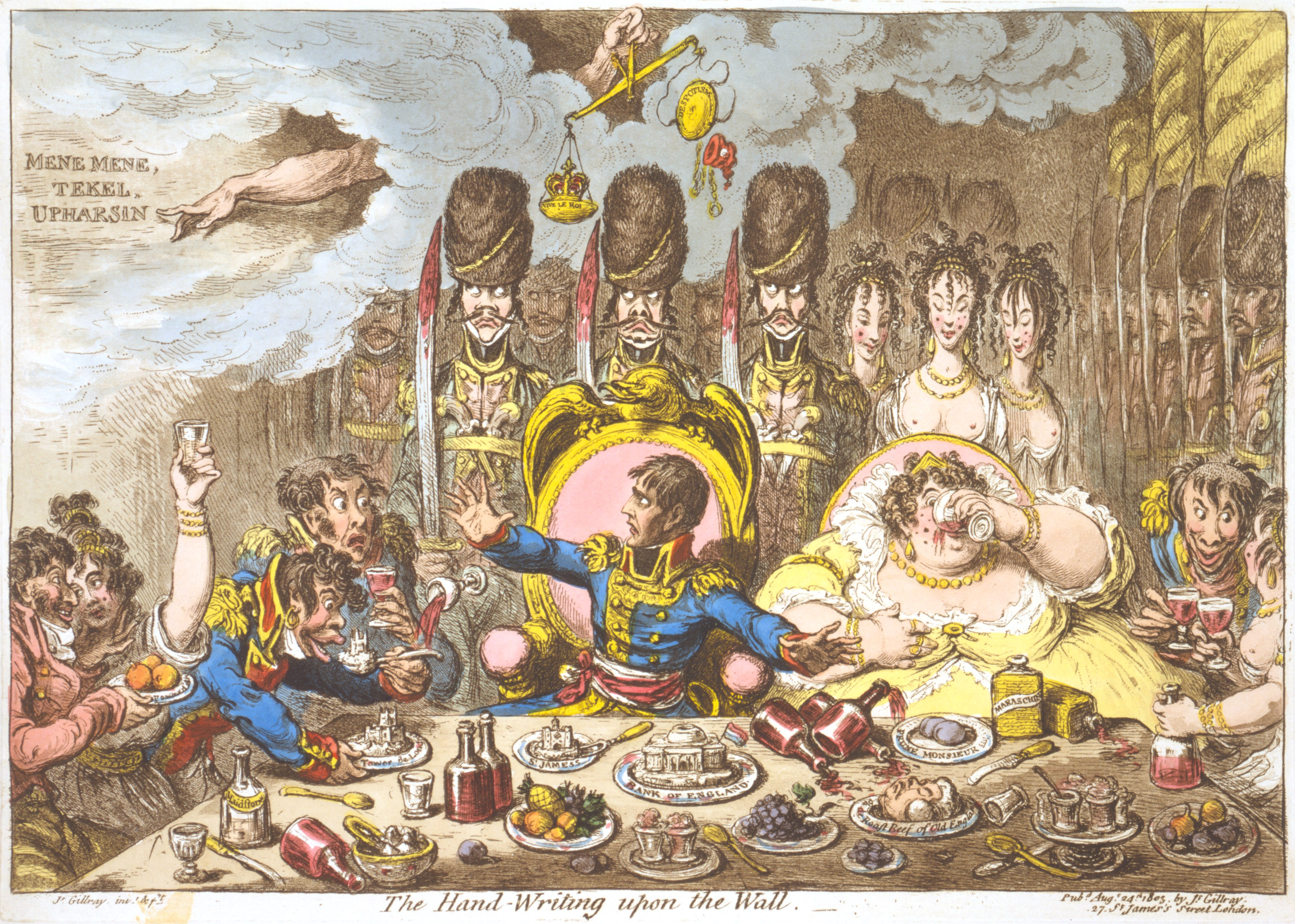
W karykaturze The Hand-Writing upon the Wall (ręczne pismo na ścianie) (1803), James Gillray przedstawia Napoleona jako Baltazara

- W wielu językach (np. w angielskim[19]) wyrażenie „pismo na ścianie” (lub „ręczne pismo na ścianie”) jest symbolem nagłego końca lub zagłady.

- Jonathan Swift w wierszu „The Run Upon The Bankers” opisuje bankiera przynaglanego przez wierzycieli do zwrotu długu:

(The Run Upon The Bankers)
A baited banker thus desponds,
From his own hand foresees his fall,
They have his soul, who have his bonds;
'Tis like the writing on the wall.

- Hans Hellmut Kirst jest autorem książki „Menetekel '39” poświęconej wojnie z Polską we Wrześniu 1939 roku.

- Jedna z powieści kryminalnych norweskiego pisarza Gunnara Staalesena nosi tytuł „Skriften på veggen” (Pismo na ścianie)[20]. Prywatny detektyw Varg Veum prowadzi śledztwo w sprawie zabójstwa sędziego Brandta. Jego wyniki mogą zburzyć spokój i pozycję lokalnej elity.

- Powieść Iwana Nażiwina(inne języki) z 1907 roku, oparta na aktualnych wydarzenia Rewolucji 1905 roku nosiła tytuł „Mene... Tekel... Fares..”. Tytuł sygnalizował bliski upadek Caratu.

- „Mene, tekel, fares” nosi tytuł powieść z 2003 roku, innej autorki rosyjskiej Olgi Nikołajewoj(inne języki) dotyczącej współczesnej sytuacji prawosławia. Musi się zmierzyć z nową sytuacją na świecie, nowymi trendami i zachowaniami, które mogą zagrozić jego istnieniu[21].

- W filmie Andrieja Tarkowskiego „Stalker” pojawia się następujący dialog o Profesorze:

(„Stalker”)
Nikt na świecie nie słyszał jeszcze o Strefie.
To będzie prawdziwa sensacja!
Telewizja, wiwatujące tłumy, laurowe wieńce.
I oto nasz Profesor, cały w bieli, i powiada: „Mene, tekel, fares”
Wszyscy się gapią, wszyscy krzyczą: „Dać mu Nobla!”

W tym filmie wyrażenie „Mene, Tekel, Fares” oznacza „Obliczono, Zmierzono, Sprawdzono”. W ten sposób Profesor ma powiedzieć, że wszystkie tajemnice Strefy są poznane.
- W „Potopie” Henryka Sienkiewicza opisano w wymownej scenie kapitulację wojsk polskich pod Ujściem. Autor przedstawił nagłość upadku Rzeczypospolitej, która bez walki poddała się najeźdźcy. Symbolizuje ona Babilon, a Szwedzi Persów.

(„Potop”; rozdział 10)
– Potomne wieki oddadzą nam sprawiedliwość – rzekł Radziejowski.
– Amen! – dokończył wojewoda poznański.
Wtem spostrzegł, że oczy mnóstwa szlachty patrzą i przypatrują się czemuś wyżej, ponad jego głową.
Odwrócił się i ujrzał swego błazna, który wspinając się na palce i trzymając się jedną ręką za odrzwia pisał węglem na ścianie radnego domu, tuż nad drzwiami:
„Mane-Tekel-Fares.”

- W wierszu „Widzenie carskie” Konstanty Gaszyński przy użyciu aluzji do tej sceny biblijnej porównał cara rosyjskiego z Baltazarem, co ma konotacje jednoznacznie negatywne:

Aż pielgrzym ubogi w cesarskie wszedł progi,
Nieznany ni rodem, ni mianem –
Naukę swą głosi, o wejście się prosi
I chce być carowi drogmanem.
Przed wieki – zawoła – Bóg zesłał anioła
Z przestrogą na dwór Baltazara –
Dziś tymiż wyrazy swe głosi rozkazy
I ten pisze wyrok na Cara.

- W wierszu „Fantazja (dla Stanisława Kozioła)” Marian Hemar opisywał wyobrażone prześladowanie niepodanego z nazwiska dygnitarza radzieckiego (być może Nikity Chruszczowa):

Ja byłem jego strachem,
kotem i psem, i biesem.
Fosforem go straszyłem,
Mane-Tekel-Faresem.

- W piosence „Jestem zmęczony” (z tekstem Jonasza Kofty) wykonywanej przez Felicjana Andrzejczaka, ostatnia zwrotka zaczyna się słowami:

Czasu już nie ma, nie ma na nic
Myśl ginie ogłuszona gwarem
Głupota tuczy się słowami
Wystarczy: mane, tekel, fares

- W wierszu Jerzego Czecha „Postacie”, wykorzystanym przez Przemysława Gintrowskiego w jego albumie „Kamienie”, padają słowa:

I przyozdobi wasze mury
Ich Mane-Tekel-Fares

- W wierszu Tadeusza Różewicza „Serce podchodzi do gardła” z tomiku „Wyjście” padają słowa:

moja głowa
rozleciała się na cztery strony świata
na ścianie zobaczyłem
napis Mane Tekel Fares
w Babilonie nóż na gardle człowieka

- Brytyjski zespół heavymetalowy Iron Maiden na płycie Senjutsu wydał piosenkę mającą tytuł "The Writing on the Wall", która została zainspirowana upadkiem Babilonu i króla Baltazara.
- W grze Goodbye Deponia bohaterowie trafiają do zaniedbanego hotelu o nazwie Menetekel.
- Polski zespół Lux Occulta na płycie My Guardian Anger nagrał utwór o tym tytule.